# Kula (district, Manisa)
Kula is een Turks district in de provincie Manisa en telt 48.034 inwoners (2007). Het district heeft een oppervlakte van 918,41 km².
De bevolkingsontwikkeling van het district is weergegeven in onderstaande tabel.
| 1997   | 2000   | 2007   |
| ------ | ------ | ------ |
| 49.304 | 52.986 | 48.034 |